# 57-мм зенітна гармата С-60

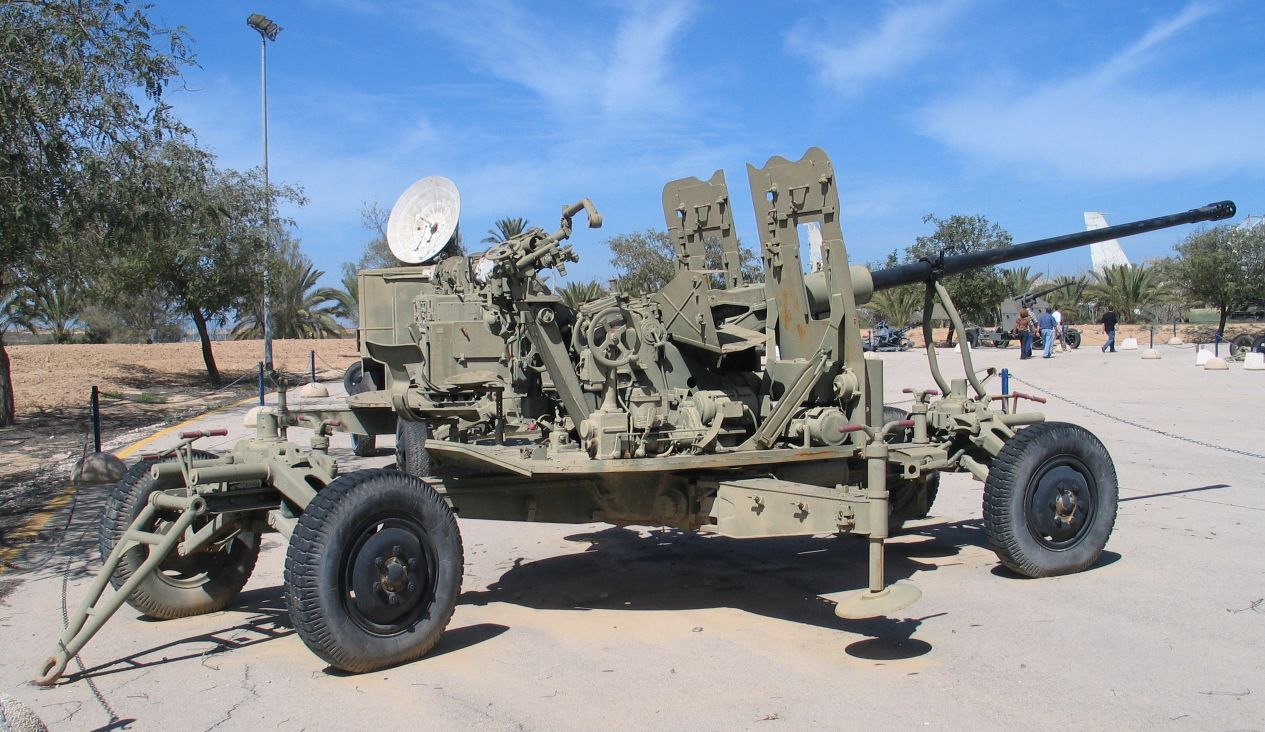
Гармата C-60 в Музеї ПС, авіабаза Хацерім (Hatzerim), Ізраїль. 2006

С-60 — радянський зенітно-артилерійський комплекс, що використовує зенітні гармати АЗП-57 калібру 57 мм (розроблені в середині 1940-х років), широко поширений у світі.

## Розробка
Проектування 57-мм автоматичної зенітної гармати було розпочато 1944 року в НДІ-58 в ЦАКБ Василя Грабина під керівництвом Льва Локтєва на основі теоретичних розробок
Михайла Логінова. Нова модель була призначена замінити існуючі 37-мм зенітні гармати зразка 1939 (61-К). Дослідний зразок гармати АЗП-57 УСВ випробували наприкінці 1946 року на Донгузькому полігоні (Оренбурзька область), виявлені недоліки були усунуті. Гармата прийнята на озброєння Радянської Армії в січні 1950 року під назвою «57-мм зенітна автоматична гармата АЗП-57» (рос. автоматическая зенитная пушка). У тому ж році почалося її серійне виробництво на заводі № 4 ім. Ворошилова в Красноярську.
АЗП-57 комплексу С-60 стала першою радянською польовою зенітною гарматою, наведення якої здійснювалося дистанційно. Вона встановлена на чотириколісному шасі, що дозволяє буксирування за допомогою військової вантажівки (6×6) або гусеничного артилерійського тягача. Для переведення гармати з похідного в бойове положення обслузі потрібна 1 хвилина, навпаки — 2 хвилини.

## Бойове застосування
У Сухопутних військах ЗС СРСР застосовувався до кінця 1980-х (у період Радянсько-афганської війни). Останньою військовою частиною, на озброєнні якої стояв комплекс С-60, був 990-й зенітний артилерійський полк (990-й зап) 201-ї мотострілецької дивізії. Зенітні батареї 990-го зап несли бойову охорону аеропорту м. Кундуз.
С-60 експортувався до багатьох країн світу та неодноразово застосовувався у воєнних конфліктах. Гармати цього комплексу широко використовувалися в системі ППО Північного В'єтнаму під час В'єтнамської війни, показавши високу ефективність при стрільбі по цілях на середніх висотах, а також арабськими державами (Єгипет, Сирія) та Іраком в арабо-ізраїльських конфліктах та ірано-іракській війні. Морально застаріла до кінця XX століття, С-60, в разі масованого застосування, все ще здатна знищити сучасний літак класу винищувач-бомбардувальник, що було продемонстровано під час війни в Перській затоці 1991 року, коли іракські обслуги з гармат цього комплексу зуміли збити кілька американських та британських літаків.
У Росії офіцерів-командирів обслуги випускали до 2007 року, незважаючи на те, що комплекс перебуває на консервації. У військах офіцери, підготовлені (переважно, в рамках військових кафедр) для обслуговування АЗП-57 комплексу С-60, для подальшого несення служби проходять перенавчання на інші види протиповітряного озброєння.

### Російсько-українська війна
Певна кількість С-60 перебувала на озброєнні українських Сил оборони. Так, на початку травня 2022 року воїни Харківської бригади територіальної оборони опанували стрільбу із зенітно-артилерійського комплексу С-60. Зенітний артилерійський комплекс було встановлено на повнопривідну вантажівку КрАЗ-6322. З відео, яке ілюструє матеріал українських медіа, випливає, що гармата використовує боєприпаси іноземного виробництва, які Україна отримала як військову допомогу для боротьби з російськими окупантами.
Після розконсервації та ремонту деякі українські підприємства модернізують С-60 шляхом встановлення універсального блоку управління, який програмують для виконання певної низки команд. Блок управління керує електроприводами наведення гармати, котрі, після введення команди на пульт керування, автоматично наводять гармату на необхідний кут. Подібна система мінімізує час реакції та збільшує точність наведення, що в комплексі виводить ефективність модернізованої системи на новий рівень. Також Збройні сили України підвищують ефективність С-60, застосувуючи сучасні автоматизовані системи управління підрозділами (наприклад, бойової системи управління тактичної ланки «Кропива», яка була випробувана в реальних бойових умовах та призначена для автоматизації окремих завдань управління на рівні батальйону, роти, взводу та окремих одиниць техніки).
5 квітня 2025 року мобільна вогнева група протиповітряної оборони 39-ї бригади тактичної авіації знищила російський дрон-камікадзе типу Shahed за допомогою зенітно-артилерійського комплексу С-60.

## Технічні дані
Джерела даних: Jane's Pocket Book of Towed Artillery (1977), Мілітарний
- Тип зброї: одноствольна автоматична гармата;
- Калібр: 57 мм;
- Снаряд: 57 × 348 мм;
- Принцип дії: використання енергії віддачі при короткому ході ствола;
- Довжина: 8,5 м;
- Довжина ствола: 4110 мм;
- Нарізи: 24 шт;
- Маса в бойовому положенні: 4,8 т;
- Зона обстрілу по дальності: 4000 м (оптичний приціл), 6000 м (радіолокаційний приціл);
- Зона обстрілу по висоті: 4000 м;
- Максимальна швидкість повітряної цілі: 300 м/с;
- Швидкострільність: 105—120 пострілів/хв;
- Практична швидкострільність: 70 пострілів/хв;
- Найбільший кут піднесення: 87°;
- Кут нахилу: -2°;
- Початкова швидкість снаряда: 1000 м/с;
- Вага вражаючої частини снаряда: 2,8 кг;
- Боєприпаси: ОТ, ОЗТ, БЗТ, БРТ;
- Обслуга: 6-8 осіб.

Подача боєприпасів здійснюється вручну за допомогою обойми на чотири снаряди. Гармата оснащена обладнанням для охолодження ствола, яке потрібно використовувати вже після перших 40—50 пострілів. Принцип роботи охолодження заснований на перекачуванні рідини через канал ствола.

## Варіанти та модифікації
- АК-725 (ЗИФ-72) — морська артилерійська установка на базі гармати АЗП-57. Прийнята на озброєння 1958 р.
- ЗСУ-57-2 — самохідна зенітна установка з двома гарматами АЗП-57 (індекс установки С-68).
- Розглядався проект її використання в новій башті при модернізації танка ПТ-76[7].
- 2С38 «Деривация-ПВО» — зенітна гарматна установка на шасі БМП-3.
- С-60MB — модернізована польська версія, з електричним приводом та цифровою автоматичною системою наведення[8].

## Оператори

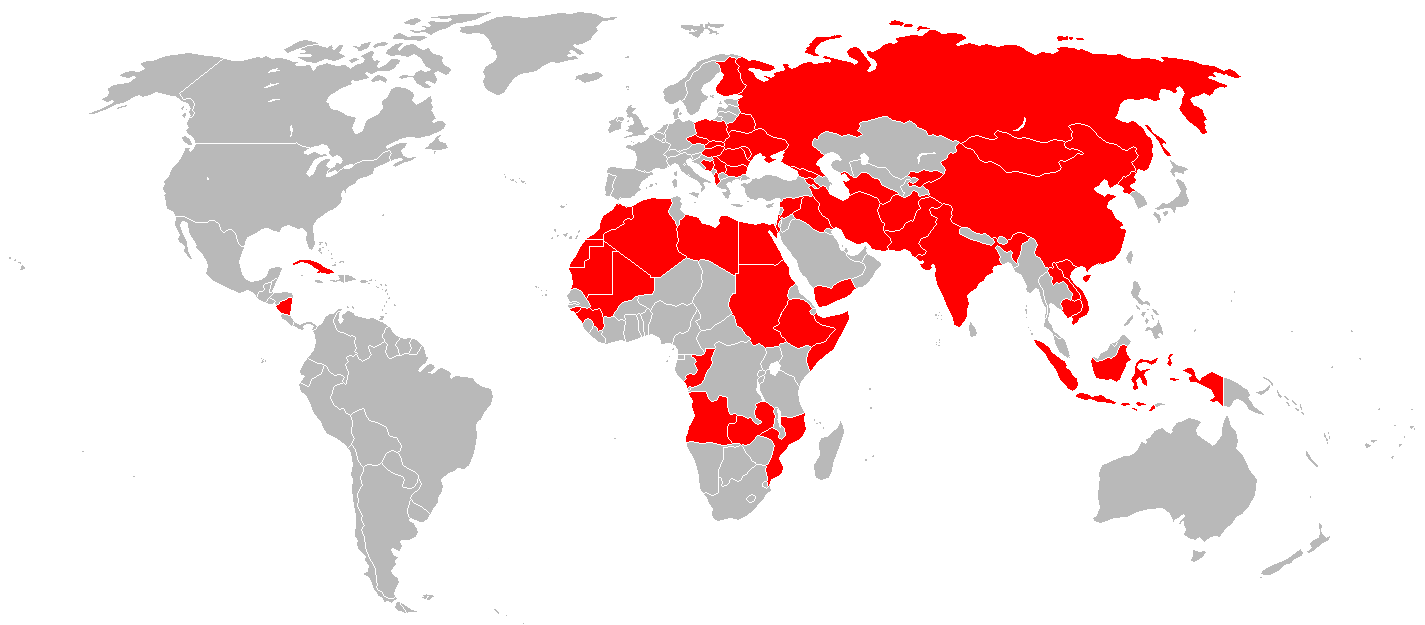
Поточні та колишні оператори С-60.

- Албанія — деяка кількість, станом на 2007[9]
- Алжир — 70 С-60, станом на 2007[9]
- Ангола — деяка кількість на озброєнні, станом на 2024 рік[10]
- Афганістан — деяка кількість, станом на 2007[9]
- Бангладеш — кілька Тип 59[11], станом на 2007[9]
- Болгарія — деяка кількість С-60 на озброєнні, станом на 2024 рік[12]
- Боснія і Герцеговина — деяка кількість, станом на 2007[9]
- В'єтнам — деяка кількість, станом на 2007[9]
- Гвінея — 12 Тип 59 на озброєнні, станом на 2024 рік[13]
- Гвінея-Бісау — 10 С-60 на озброєнні, станом на 2024 рік[13]
- Єгипет — деяка кількість у складі армії, ще 600 у військах ППО, станом на 2007[9]
- Замбія — близько 30 С-60 на озброєнні, станом на 2024 рік[14]
- Індонезія — 256 С-60 в армії, ще деяку кількість на озброєнні морської піхоти, станом на 2007[9]
- Іран — деяка кількість, станом на 2007[9]
- Ємен — 120 С-60, станом на 2007[9]
- Камбоджа — деяка кількість, станом на 2007 рік[9]
- Киргизстан — 24 С-60, станом на 2007[9]
- КНР — деяка кількість Тип 59, станом на 2007[9]
- Республіка Конго — деяка кількість на озброєнні, станом на 2024 рік[15]
- Північна Корея — деяка кількість, станом на 2007[9]
- Куба — деяка кількість на озброєнні, станом на 2024 рік[16]
- Лаос — деяка кількість, станом на 2007[9]
- Лівія — деяка кількість, станом на 2007[9]
- Мавританія — 12 С-60, станом на 2007 рік[9]
- Малі — 6 С-60, станом на 2007[9]
- Мозамбік — 60 С-60 на озброєнні та ще 30 одиниць на зберіганні, станом на 2024 рік[17]
- Молдова — 11 С-60, станом на 2007[9]
- Монголія — деяка кількість, станом на 2007[9]
- Намібія — деяка кількість на озброєнні, станом на 2024 рік[18]
- Пакистан — 144 Тип 59, станом на 2007[9]
- Польща — 224 С-60, станом на 2007[9]
- Росія — деяка кількість, станом на 2007[9]
- Сирія — 600 С-60, станом на 2007[9]
- Судан — деяка кількість на озброєнні, станом на 2024 рік[19]
- Таїланд — близько 6 Тип 59, ще не менше 18 небоєздатних, станом на 2007[9]
- Туркменістан — 22 С-60, станом на 2007[9]
- Україна — деяка кількість С-60 на озброєнні, станом на 2024 рік[20]. До 400 одиниць С-60 перебувало на озброєнні та зберіганні, станом на 2007 рік[9]
- Ефіопія — деяка кількість на озброєнні, станом на 2024 рік[21]

Колишні
- СРСР

### Польща
Станом на початок 2021 року мала на озброєнні модернізовану версію радянської зенітної гармати С-60, що має назву S-60MB. Нова версія оснащена системою електричного приводу та цифровою системою взаємодії з командною машиною, що дозволяє здійснювати автоматичне наведення гармати на ціль.
У березні 2021 року 8-й зенітний дивізіон ВМС Польщі на військових навчаннях здійснив денні та нічні стрільби з модернізованих 57-мм зенітних гармат С-60МВ та переносних зенітних ракетних комплексів.

## Галерея

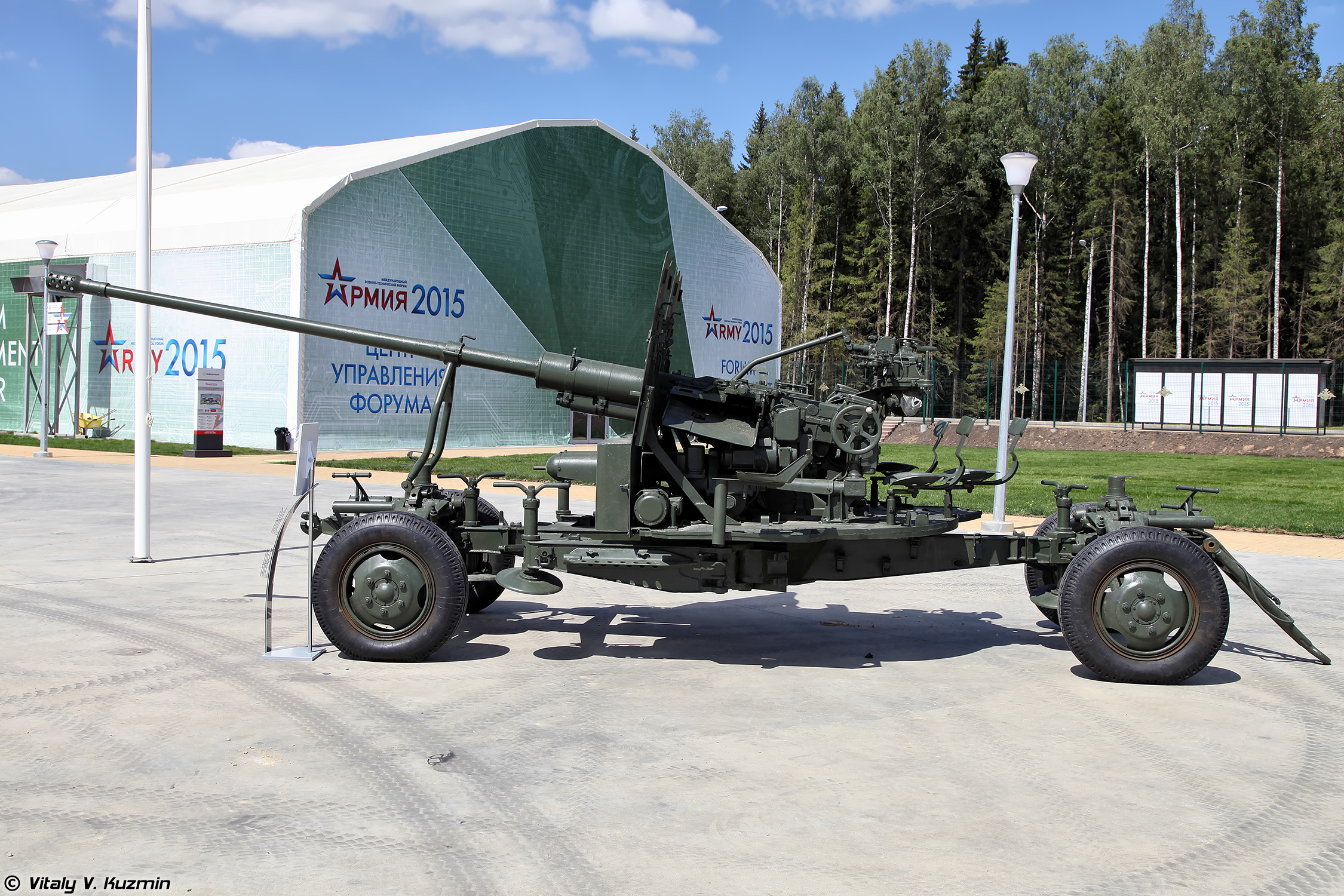
С-60 в парку «Патріот», РФ.
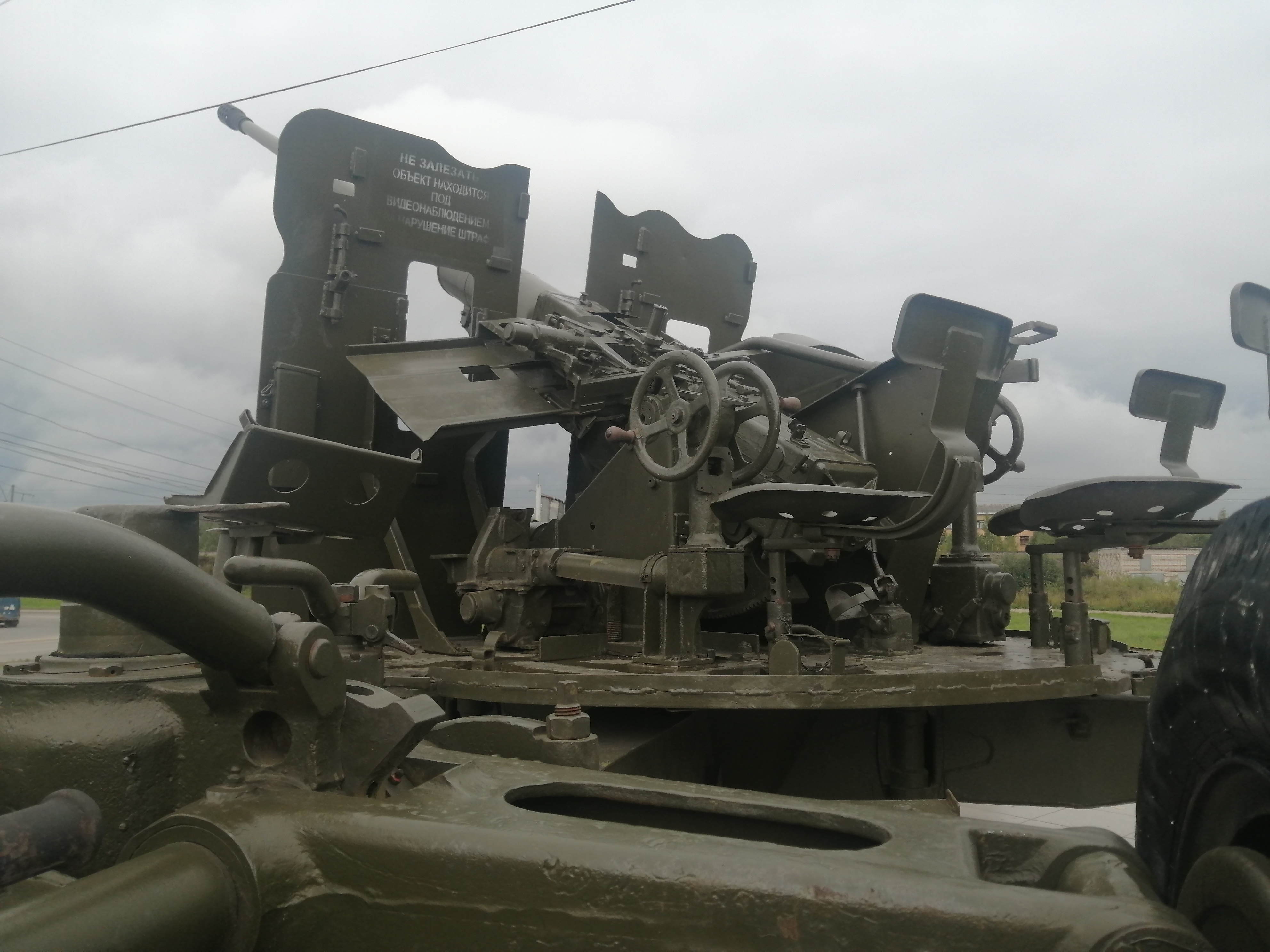
Механізми наведення ЗАК С-60.
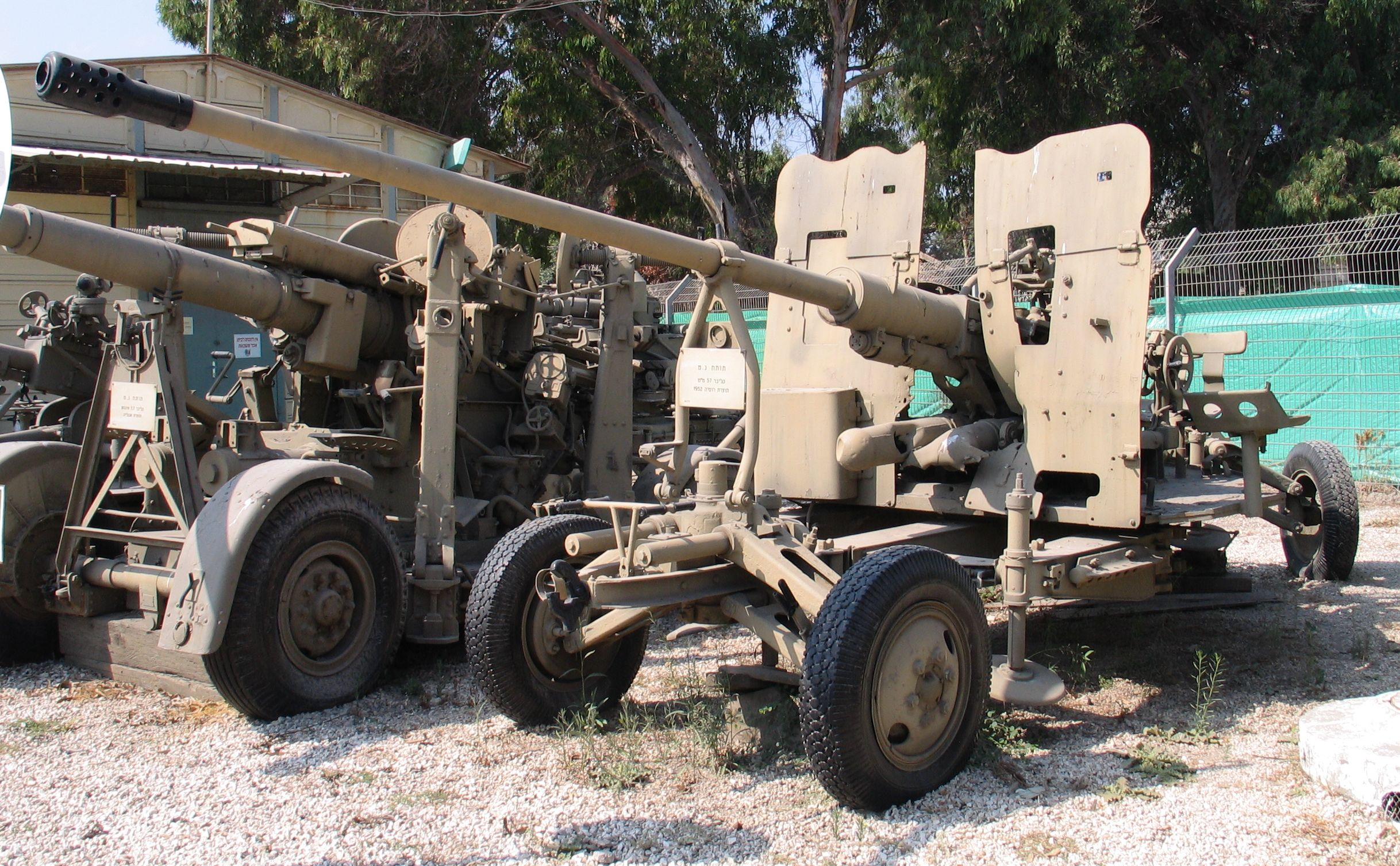
С-60 в музеї армії оборони Ізраїля, Тель-Авів.